# 佐賀大学教育学部附属特別支援学校
佐賀大学教育学部附属特別支援学校（さがだいがくきょういくがくぶふぞくとくべつしえんがっこう）は、佐賀県佐賀市本庄町にある佐賀大学教育学部附属の特別支援学校。

## 所在地
- 住所 〒840-0026 佐賀県佐賀市本庄町大字正里46-2

## 学科
- 小学部
- 中学部
- 高等部

## 沿革
- 1968年（昭和43年）4月 - 附属小学校に特殊学級を開級
- 1970年（昭和45年）4月 - 附属中学校に特殊学級を開級
- 1978年（昭和53年）4月 - 養護学校認可。「佐賀大学教育学部附属養護学校」となる。
- 1979年（昭和54年）4月 - 高等部設置認可。新校舎落成により移転。
- 1996年（平成8年）10月 - 佐賀大学教育学部の文化教育学部への改組に伴い、「佐賀大学文化教育学部附属養護学校」に校名変更
- 2004年（平成16年）4月1日 - 佐賀大学が国立大学法人となる
- 2007年（平成19年）4月1日 - 特別支援学校制度導入に関する学校教育法改正により、「佐賀大学文化教育学部附属特別支援学校」へ校名変更
- 2016年（平成28年）4月1日 - 学部名の改称に伴い、「佐賀大学教育学部附属特別支援学校」（現校名）に改称。